# Erlon Silva
Erlon de Souza Silva Santos (* 23. Juni 1991 in Ubatã) ist ein brasilianischer Kanute.

## Erfolge
Erlon Silva gehörte bei den Südamerikaspielen 2010 in Medellín zum brasilianischen Aufgebot und gewann im Zweier-Canadier über 200, über 500 und über 1000 Meter jeweils die Goldmedaille. 2011 nahm er an den Panamerikanischen Spielen in Guadalajara teil, bei denen er mit Ronilson Oliveira im Zweier-Canadier über 1000 Meter den zweiten Platz belegte. Auch bei seinem Olympiadebüt 2012 in London startete er zusammen mit Oliveira im Zweier-Canadier auf der 1000-Meter-Strecke. Die beiden verpassten allerdings nach einem vierten Platz im Halbfinale den Endlauf und schlossen das B-Finale auf Rang zwei und den Wettbewerb insgesamt auf Rang zehn ab.
2014 sicherte Silva sich mit Isaquias Queiroz bei den Weltmeisterschaften in Moskau im Zweier-Canadier über 200 Meter Bronze, ehe die beiden ein Jahr darauf in Mailand über 1000 Meter erstmals Weltmeister wurde. Im selben Jahr vertrat er Brasilien bei den Panamerikanischen Spielen in Toronto und gewann mit Queiroz im Zweier-Canadier über 1000 Meter die Silbermedaille.
Bei den Olympischen Spielen 2016 in Rio de Janeiro gingen Silva und Queiroz im Zweier-Canadier auf der 1000-Meter-Distanz an den Start und gewannen in dieser die Silbermedaille. Als Vorlaufsieger gelang ihnen die direkte Finalqualifikation. Im Endlauf waren es nur die Deutschen Sebastian Brendel und Jan Vandrey, die um 0,9 Sekunden noch schneller das Ziel erreichten.
2018 wurden sie in Montemor-o-Velho auf der 500-Meter-Strecke im Zweier-Canadier ein weiteres Mal gemeinsam Weltmeister. In Szeged belegten sie bei den Weltmeisterschaften 2019 über 500 Meter den dritten Platz.